# Marcel Oberweis
Pour l’article homonyme, voir Oberweis.
Marcel Oberweis, né le 9 avril 1949 à Dudelange (Luxembourg), est un professeur-ingénieur et homme politique luxembourgeois, membre du Parti populaire chrétien-social (CSV).

## Biographie
Né le 9 avril 1949, Marcel Oberweis est enseignant. Il est le père de Nathalie Oberweis, députée déi Lénk de 2021 à 2023 et conseillère communale de la Ville de Luxembourg.
Le 24 avril 2007, Marcel Oberweis fait son entrée à la Chambre des députés où il représente le Parti populaire chrétien-social (CSV). À la suite de sa démission, avec effet au 30 juin 2018, il est remplacé par Claudine Konsbruck. Il est également vice-président du Parlement du Benelux pour la période 2017-2018.